# Comuna Vodeane, Petrove
Vodeane (în ucraineană Водяне) este o comună în raionul Petrove, regiunea Kirovohrad, Ucraina, formată din satele Malovodeane, Sabadașove și Vodeane (reședința).

## Demografie
Componența lingvistică a comunei Vodeane
     Ucraineană (94,09%)
     Rusă (4,81%)
     Română (1,09%)
Conform recensământului din 2001, majoritatea populației comunei Vodeane era vorbitoare de ucraineană (94,09%), existând în minoritate și vorbitori de rusă (4,81%) și română (1,09%).